# チーム・クベカ・ネクストハッシュ
チーム・クベカ・ネクストハッシュ(Team Qhubeka NextHash)は、南アフリカ共和国籍の自転車ロードレースチーム。2016年シーズン、UCIワールドチームライセンスを取得した。

## 概要

### 設立
2007年にチームが発足し、2008年にコンチネンタルチーム・MTNとして活動開始。2012年までにコンチネンタルチームとしての活動を終え、2013年からアフリカ初のプロコンチネンタルチーム・MTNクベカとして登録される。なお、「クベカ」とは自転車振興を旨とする非営利の南アフリカの公益団体でありチーム名変更後も提携している。
ワールドツアーでのチーム初勝利は2013年のミラノ・サンレモでのゲラルド・チオレックであり、チームの初グランツール出場は2014年のブエルタ・ア・エスパーニャでのワイルドカード枠だった。
2015年に向けて、スポンサーバイクをサーヴェロにし、チームマネジャーにブライアン・スミスを迎えるとアナウンス。さらに、エドヴァルド・ボアッソンハーゲン、タイラー・ファラー、マシュー・ゴスといったトップクラスのスプリンターをチームに迎えた。

### アフリカ初のツール・ド・フランス出場チーム
2015年、ツール・ド・フランスを運営するASOはMTNクベカをアフリカ初の出場チームとアナウンスした。チームは第14ステージでのスティーブ・カミングスの勝利により、見事グランツール初勝利を得た。グランツールでの2つ目の勝利はブエルタ・ア・エスパーニャ、第10ステージでのクリスティアン・ズバラーリの勝利となった。また、ツール・ド・フランスではダニエル・テクレハイマノがアフリカ人選手として初めて山岳賞マイヨ・ア・ポワを獲得。4日間袖を通した。

### チーム・ディメンションデータ
2016年からはUCIワールドチームのライセンスを取得することが決定し、NTTグループに属するITソリューションサービスのディメンションデータがスポンサーに名乗りを上げていた。来シーズンに向けて、チームは元世界チャンピオンのマーク・カベンディッシュと彼のリードアウトを務めるマーク・レンショーを迎え、マネージャーのロルフ・アルダクもエティックス・クイックステップから獲得した。更にベルンハルト・アイゼルの移籍、マネージャーのロジャー・ハモンドの加入と、世界最大の会計事務所デロイト トウシュ トーマツがスポンサーとして合意し、選手、サポート、資金面でも大きな強化を行った。ディメンションデータでは資金以外にもレースデータの解析など情報面でチームをバックアップしている。
チームカラーは黒と白にディメンションデータのロゴマークと同じ緑をアクセントにしている。

### NTTプロ・サイクリング
2019年にディメンションデータはアフリカ地域を除く部門をNTTリミテッドに再編された。そして、2020年よりチーム・ディメンションデータはNTTプロ・サイクリングとして活動する 。チームユニフォームもNTTの青を基調とし、NTTのロゴのダイナミックループがあしらわれている。続いて入部正太朗の加入が発表された。

### チーム・クベカ・アソス
NTTは1年でスポンサーから撤退。2021年より、スイスのアパレルブランドのアソスが新スポンサーとなりチーム名は「チーム・クベカ・アソス」となった。

### ワールドチームから離脱
長期スポンサーの獲得が難航した結果、UCIからワールドチームライセンスの継続を拒否され、2022年からはイタリア籍のコンチネンタルチーム「チームクベカ」となる。

## 主な実績

### 2013年
- ミラノ～サンレモ　優勝　ゲラルト・チオレック

### 2015年
- ツール・ド・フランス　区間優勝　スティーヴ・カミングス　(第14ステージ)

- ブエルタ・エスパーニャ　区間優勝　クリスティアン・ズバラーリ　(第10ステージ)

### 2016年
- ティレーノ〜アドリアティコ　区間優勝　スティーヴ・カミングス　(第4ステージ)
- ブエルタ・アル・パイスバスコ　区間優勝　スティーヴ・カミングス　(第3ステージ)

- クリテリウム・ドゥ・ドーフィネ
  - 山岳賞　ダニエル・テクレハイマノ
  - 区間優勝　エドヴァルド・ボアッソン・ハーゲン(第4)、スティーブ・カミングス(第7)
- ノルウェー　優勝　エドヴァルド・ボアッソン・ハーゲン　（ロード・TT）
- エリトリア　優勝　ダニエル・テクレハイマノ　（ロード・TT）
- ベラルーシ　優勝　コンスタンティン・シウトソウ　（ロード・TT）
- 南アフリカ共和国　優勝　ヤコブス・フェンター　（ロード）
- ツール・ド・フランス　区間優勝　マーク・カヴェンディッシュ(第1,3ステージ)、スティーヴ・カミングス(第7ステージ)
- エネコ・ツアー　区間優勝　エドヴァルド・ボアッソン・ハーゲン(第7ステージ)
- ブエルタ・ア・エスパーニャ　山岳賞　オマール・フライレ

### 2017年
- 南アフリカ共和国　優勝　レイナールト・イャンス・ファン・レンスブルフ（ロードレース）
- アブダビ・ツアー　ポイント賞　マーク・カヴェンディッシュ（第1ステージ優勝）
- ジロ・デ・イタリア　区間優勝　オマール・フライレ（第11ステージ）
- ノルウェー選手権　優勝　エドヴァルド・ボアソン・ハーゲン（個人タイムトライアル）
- イギリス選手権　優勝　スティーヴ・カミングス（ロードレース、個人タイムトライアル）
- エリトリア選手権　優勝　メクセブ・ドゥビシー（個人タイムトライアル）
- ルワンダ選手権　優勝　エイドリアン・ニヨンシュチ（個人タイムトライアル）
- ツール・ド・フランス　区間優勝　エドヴァルド・ボアソン・ハーゲン（第19ステージ）
- アルジェリア選手権　優勝　ユーセフ・レグイグイ（ロードレース）

### 2018年
- ツアー・ダウンアンダー　山岳賞　ニコラス・ドラミニ
- アフリカ選手権　優勝　メクセブ・ドゥビシー（ITT）、アマヌエル・ ゲブレスガビエル（ロード）
- ノルウェー選手権　優勝　エドヴァルド・ボアソン・ハーゲン（個人タイムトライアル）
- エリトリア選手権　優勝　メルハウィ・クドゥス・ゲブレメドヒン（ロードレース）
- ブエルタ・ア・エスパーニャ　区間優勝　ベンジャミン・キング（第4,9ステージ）

### 2019年
- アフリカ選手権　優勝　ステファン・ドゥボッド（英語版）（ITT）、メクセブ・ドゥビシー（ロード）
- クリテリウム・デュ・ドフィネ　区間優勝　エドヴァルド・ボアソン・ハーゲン（第1ステージ）

### 2020年
- ツアー・ダウンアンダー　区間優勝　ジャコモ・ニッツォーロ（第5ステージ）
- パリ〜ニース　区間優勝　ジャコモ・ニッツォーロ（第2ステージ）
- ジロ・デ・イタリア　区間優勝　ベン・オコナー（第17ステージ）

### 2021年
- ジロ・デ・イタリア　区間優勝　マウロ・シュミット（英語版）（第11ステージ）、ジャコモ・ニッツォーロ（第13ステージ）、ヴィクトール・カンペナールツ（第15ステージ）

## 2021年陣容
2021年6月25日更新
| 選手名                               | 国籍             | 生年月日               | 前年所属チーム                     |
| ------------------------------------ | ---------------- | ---------------------- | ---------------------------------- |
| サンデル・アルメ                     | ベルギー         | 1985年12月10日（39歳） | ロット・ソウダル                   |
| ファビオ・アル                       | イタリア         | 1990年7月3日（34歳）   | UAE チーム・エミレーツ             |
| カルロス・バルベロ                   | スペイン         | 1991年4月29日（33歳）  |                                    |
| ショーン・ベネット                   | アメリカ合衆国   | 1996年3月31日（28歳）  | EFプロサイクリング                 |
| コナー・ブラウン                     | ニュージーランド | 1998年8月6日（26歳）   | NTT Continental Cycling Team       |
| ヴィクトール・カンペナールツ         | ベルギー         | 1991年10月28日（33歳） |                                    |
| ディミトリ・クライス                 | ベルギー         | 1987年6月18日（37歳）  | コフィディス・ソリュシオンクレディ |
| サイモン・クラーク                   | オーストラリア   | 1986年7月18日（38歳）  | EFプロサイクリング                 |
| ニコラス・ドラミニ                   | 南アフリカ共和国 | 1995年8月12日（29歳）  |                                    |
| キリアン・フランキニー               | スイス           | 1994年1月26日（31歳）  | グルパマ・FDJ                      |
| ミヒャエル・ゴークル                 | オーストリア     | 1993年11月4日（31歳）  |                                    |
| ラーセ・ノーマン・ハンセン           | デンマーク       | 1992年2月11日（33歳）  | アルペシン・フェニックス           |
| セルヒオ・エナオ                     | コロンビア       | 1987年12月10日（37歳） | UAE チーム・エミレーツ             |
| レイナルト・ヤンセファンレンズバーグ | 南アフリカ共和国 | 1989年2月3日（36歳）   |                                    |
| ベルトヤン・リンデマン               | オランダ         | 1989年6月16日（35歳）  | チーム・ユンボ・ヴィスマ           |
| ジャコモ・ニッツォーロ               | イタリア         | 1989年1月30日（36歳）  |                                    |
| マッテーオ・ペルッキ                 | イタリア         | 1989年1月21日（36歳）  | Bardiani–CSF–Faizanè               |
| ロバート・パワー                     | オーストラリア   | 1995年5月11日（29歳）  | チーム・サンウェブ                 |
| ドメニコ・ポッツォヴィーヴォ         | イタリア         | 1982年11月30日（42歳） |                                    |
| マウロ・シュミット                   | スイス           | 1999年12月4日（25歳）  | Leopard Pro Cycling                |
| アンドレアス・ストクブロ             | デンマーク       | 1997年4月8日（27歳）   |                                    |
| ディラン・サンダーランド             | オーストラリア   | 1996年2月26日（29歳）  |                                    |
| ハリー・タンフィールド               | イギリス         | 1994年11月17日（30歳） | Ag2r・ラ・モンディアル             |
| カレル・ヴァチェック                 | チェコ           | 2000年9月9日（24歳）   | Team Colpack–Ballan                |
| イミール・ヴィニボー                 | デンマーク       | 1994年3月24日（30歳）  | Riwal Securitas Cycling Team       |
| マキシミリアン・ヴァルシャイド       | ドイツ           | 1993年6月13日（31歳）  |                                    |
| ウーカシュ・ヴィシニオウスキ         | ポーランド       | 1991年12月7日（33歳）  | CCCチーム                          |

## 歴代陣容
| 2020年陣容                           | 2020年陣容       | 2020年陣容             | 2020年陣容                                  |
| 選手名                               | 国籍             | 生年月日               | 前年所属チーム                              |
| ------------------------------------ | ---------------- | ---------------------- | ------------------------------------------- |
| カルロス・バルベロ                   | スペイン         | 1991年4月29日（33歳）  | モビスター・チーム                          |
| サムエーレ・バティステッラ           | イタリア         | 1998年11月14日（26歳） | Dimension Data for Qhubeka Continental Team |
| エドヴァルド・ボアッソン・ハーゲン   | ノルウェー       | 1987年5月17日（37歳）  |                                             |
| ヴィクトール・カンペナールツ         | ベルギー         | 1991年10月28日（33歳） | ロット・ソウダル                            |
| ミカエル・カーベル                   | デンマーク       | 1995年2月7日（30歳）   | Team Waoo                                   |
| ステファン・デボッド                 | 南アフリカ共和国 | 1996年11月17日（28歳） |                                             |
| ニコラス・ドラミニ                   | 南アフリカ共和国 | 1995年8月12日（29歳）  |                                             |
| ベンジャミン・ダイボール             | オーストラリア   | 1989年4月20日（35歳）  | Team Sapura Cycling                         |
| エンリコ・ガスパロット               | オーストリア     | 1982年3月22日（42歳）  |                                             |
| アマヌエル・ゲブレイグザブハイアー   | エリトリア       | 1994年8月17日（30歳）  |                                             |
| ライアン・ギボンズ                   | 南アフリカ共和国 | 1994年8月13日（30歳）  |                                             |
| ミヒャエル・ゴグル                   | オーストリア     | 1993年11月4日（31歳）  | トレック・セガフレード                      |
| 入部正太朗                           | 日本             | 1989年8月1日（35歳）   | シマノレーシング                            |
| レイナルト・ヤンセファンレンズバーグ | 南アフリカ共和国 | 1989年2月3日（36歳）   |                                             |
| ベンジャミン・キング                 | アメリカ合衆国   | 1989年3月22日（35歳）  |                                             |
| ロマン・クロイツィゲル               | チェコ           | 1986年5月6日（38歳）   |                                             |
| ジーノ・マーダー                     | スイス           | 1997年1月4日（28歳）   |                                             |
| ルイス・メインチェス                 | 南アフリカ共和国 | 1992年2月21日（33歳）  |                                             |
| ジャコモ・ニッツォーロ               | イタリア         | 1989年1月30日（36歳）  |                                             |
| ベン・オコナー                       | オーストラリア   | 1995年11月25日（29歳） |                                             |
| ドメニコ・ポッツォヴィーヴォ         | イタリア         | 1982年11月30日（42歳） | バーレーン・メリダ                          |
| マッテオ・ソブレロ                   | イタリア         | 1997年5月14日（27歳）  | Dimension Data for Qhubeka Continental Team |
| アンドレアス・ストクブロ             | デンマーク       | 1997年4月8日（27歳）   | Riwal–Readynez Cycling Team                 |
| ディラン・サンダーランド             | オーストラリア   | 1996年2月26日（29歳）  | Team BridgeLane                             |
| ジェイロバート・トムソン             | 南アフリカ共和国 | 1986年4月12日（38歳）  |                                             |
| ラスムス・ティレル                   | ノルウェー       | 1996年7月28日（28歳）  |                                             |
| ミカエル・ヴァルグレン               | デンマーク       | 1992年2月7日（33歳）   |                                             |
| マキシミリアン・ヴァルシャイド       | ドイツ           | 1993年6月13日（31歳）  | チーム・サンウェブ                          |
| ダニーロ・ヴィス                     | スイス           | 1985年8月26日（39歳）  |                                             |

| 2019年陣容                                   | 2019年陣容       | 2019年陣容             | 2019年陣容                                  |
| 選手名                                       | 国籍             | 生年月日               | 前年所属チーム                              |
| -------------------------------------------- | ---------------- | ---------------------- | ------------------------------------------- |
| ラース・バク                                 | デンマーク       | 1980年1月16日（45歳）  | ロット・ソウダル                            |
| エドヴァルド・ボアッソン・ハーゲン           | ノルウェー       | 1987年5月17日（37歳）  |                                             |
| マーク・カヴェンディッシュ                   | イギリス         | 1985年5月21日（39歳）  |                                             |
| スティーヴ・カミングス                       | イギリス         | 1981年3月19日（43歳）  |                                             |
| スコット・デイヴィス                         | イギリス         | 1995年8月5日（29歳）   |                                             |
| ステファン・ドゥボッド                       | 南アフリカ共和国 | 1996年11月17日（28歳） | ディメンションデータ・フォー・クベカ        |
| ニコラス・ドラミニ                           | 南アフリカ共和国 | 1995年8月12日（29歳）  |                                             |
| ベルンハルト・アイゼル                       | オーストリア     | 1981年2月17日（44歳）  |                                             |
| エンリコ・ガスパロット                       | オーストリア     | 1982年3月22日（42歳）  | バーレーン・メリダ プロ・サイクリングチーム |
| アマヌエル・ゲブレイグザブハイアー           | エリトリア       | 1994年8月17日（30歳）  |                                             |
| ライアン・ギボンズ                           | 南アフリカ共和国 | 1994年8月13日（30歳）  |                                             |
| レイナールト・イャンス・ファン・レンスブルフ | 南アフリカ共和国 | 1989年2月3日（36歳）   |                                             |
| ジャック・イャンス・ファン・レンスブルフ     | 南アフリカ共和国 | 1987年9月6日（37歳）   |                                             |
| ベンジャミン・キング                         | アメリカ合衆国   | 1989年3月22日（35歳）  |                                             |
| ロマン・クロイツィガー                       | チェコ           | 1986年5月6日（38歳）   | ミッチェルトン・スコット                    |
| ジーノ・メーダー                             | スイス           | 1997年1月4日（28歳）   | IAM Excelsior                               |
| ルイ・メインティース                         | 南アフリカ共和国 | 1992年2月21日（33歳）  |                                             |
| ジャコモ・ニッツォーロ                       | イタリア         | 1989年1月30日（36歳）  | トレック・セガフレード                      |
| ベン・オコナー                               | オーストラリア   | 1995年11月25日（29歳） |                                             |
| マーク・レンショー                           | オーストラリア   | 1982年10月22日（42歳） |                                             |
| トム＝イェルト・スラフテル                   | オランダ         | 1989年7月1日（35歳）   |                                             |
| ジェイ・トムソン                             | 南アフリカ共和国 | 1986年4月12日（38歳）  |                                             |
| ラスムス・ティラー                           | ノルウェー       | 1996年7月28日（28歳）  | Joker - Icopal                              |
| ミカエル・ヴァルグレン                       | デンマーク       | 1992年2月7日（33歳）   | アスタナ・プロチーム                        |
| ヤコブス・フェンター                         | 南アフリカ共和国 | 1987年2月13日（38歳）  |                                             |
| ジュリアン・フェルモット                     | ベルギー         | 1989年7月26日（35歳）  |                                             |
| ダニーロ・ウィス                             | スイス           | 1985年8月26日（39歳）  | BMC・レーシング                             |

| 2018年陣容                                   | 2018年陣容       | 2018年陣容             | 2018年陣容                           |
| 選手名                                       | 国籍             | 生年月日               | 前年所属                             |
| -------------------------------------------- | ---------------- | ---------------------- | ------------------------------------ |
| イゴール・アントン                           | スペイン         | 1983年3月2日（42歳）   |                                      |
| ナトナエル・ベルハネ                         | エリトリア       | 1991年5月1日（33歳）   |                                      |
| エドヴァルド・ボアッソン・ハーゲン           | ノルウェー       | 1987年5月17日（37歳）  |                                      |
| マーク・カヴェンディッシュ                   | イギリス         | 1985年5月21日（39歳）  |                                      |
| スティーヴ・カミングス                       | イギリス         | 1981年3月19日（43歳）  |                                      |
| スコット・デイヴィス                         | イギリス         | 1995年8月5日（29歳）   | チーム・ウィギンス                   |
| メクセブ・ドゥビシー                         | エリトリア       | 1991年6月16日（33歳）  |                                      |
| ニコラス・ドラミニ                           | 南アフリカ共和国 | 1995年8月12日（29歳）  | ディメンションデータ・フォー・クベカ |
| ニコラス・ドゥーガル                         | 南アフリカ共和国 | 1992年11月21日（32歳） |                                      |
| ベルンハルト・アイゼル                       | オーストリア     | 1981年2月17日（44歳）  |                                      |
| アマヌエル・ ゲブレスガビエル                | エリトリア       | 1994年8月14日（30歳）  | ディメンションデータ・フォー・クベカ |
| ライアン・ギボンズ                           | 南アフリカ共和国 | 1994年8月13日（30歳）  |                                      |
| レイナールト・イャンス・ファン・レンスブルフ | 南アフリカ共和国 | 1989年2月3日（36歳）   |                                      |
| ジャック・イャンス・ファン・レンスブルフ     | 南アフリカ共和国 | 1987年9月6日（37歳）   |                                      |
| ベンジャミン・キング                         | アメリカ合衆国   | 1989年3月22日（35歳）  |                                      |
| メルハウィ・クドゥスゲブレメドヒン           | エリトリア       | 1994年1月23日（31歳）  |                                      |
| ルイ・メインティース                         | 南アフリカ共和国 | 1992年2月21日（33歳）  | UAE・チームエミュレーツ              |
| ラクラン・モートン                           | オーストラリア   | 1992年1月2日（33歳）   |                                      |
| ベン・オコナー                               | オーストラリア   | 1995年11月25日（29歳） |                                      |
| セルジュ・パウエルス                         | ベルギー         | 1983年11月21日（41歳） |                                      |
| マーク・レンショー                           | オーストラリア   | 1982年10月22日（42歳） |                                      |
| トム＝イェルト・スラフテル                   | オランダ         | 1989年7月1日（35歳）   | キャノンデール・ドラパック           |
| ジェイ・トムソン                             | 南アフリカ共和国 | 1986年4月12日（38歳）  |                                      |
| スコット・スウェイツ                         | イギリス         | 1990年2月12日（35歳）  |                                      |
| ヨハン・ファンジル                           | 南アフリカ共和国 | 1991年2月2日（34歳）   |                                      |
| ヤコブス・フェンター                         | 南アフリカ共和国 | 1987年2月13日（38歳）  |                                      |
| ジュリアン・フェルモット                     | ベルギー         | 1989年7月26日（35歳）  | クイックステップ・フロアーズ         |

| 2017年陣容                                   | 2017年陣容       | 2017年陣容             | 2017年陣容                                           | 2017年陣容                       |
| 選手名                                       | 国籍             | 生年月日               | 前年所属                                             | 翌年所属                         |
| -------------------------------------------- | ---------------- | ---------------------- | ---------------------------------------------------- | -------------------------------- |
| イゴール・アントン                           | スペイン         | 1983年3月2日（42歳）   |                                                      |                                  |
| ナトナエル・ベルハネ                         | エリトリア       | 1991年5月1日（33歳）   |                                                      |                                  |
| エドヴァルド・ボアッソン・ハーゲン           | ノルウェー       | 1987年5月17日（37歳）  |                                                      |                                  |
| マーク・カヴェンディッシュ                   | イギリス         | 1985年5月21日（39歳）  |                                                      |                                  |
| スティーヴ・カミングス                       | イギリス         | 1981年3月19日（43歳）  |                                                      |                                  |
| メクセブ・ドゥビシー                         | エリトリア       | 1991年6月16日（33歳）  |                                                      |                                  |
| ニコラス・ドラミニ                           | 南アフリカ共和国 | 1995年8月12日（29歳）  | 8/1より加入                                          |                                  |
| ニコラス・ドゥーガル                         | 南アフリカ共和国 | 1992年11月21日（32歳） |                                                      |                                  |
| ベルンハルト・アイゼル                       | オーストリア     | 1981年2月17日（44歳）  |                                                      |                                  |
| タイラー・ファラー                           | アメリカ合衆国   | 1984年6月2日（40歳）   |                                                      | 引退                             |
| オマール・フライレ                           | スペイン         | 1990年7月17日（34歳）  |                                                      | アスタナ・プロチーム             |
| アマヌエル・ ゲブレスガビエル                | エリトリア       | 1994年8月14日（30歳）  | 8/1より加入                                          |                                  |
| ライアン・ギボンズ                           | 南アフリカ共和国 | 1994年8月13日（30歳）  | ディメンションデータ・フォー・クベカ                 |                                  |
| ネイサン・ハース                             | オーストラリア   | 1989年3月12日（36歳）  |                                                      | カチューシャ・アルペシン         |
| レイナールト・イャンス・ファン・レンスブルフ | 南アフリカ共和国 | 1989年2月3日（36歳）   |                                                      |                                  |
| ジャック・イャンス・ファン・レンスブルフ     | 南アフリカ共和国 | 1987年9月6日（37歳）   |                                                      |                                  |
| ベンジャミン・キング                         | アメリカ合衆国   | 1989年3月22日（35歳）  | キャノンデール・ドラパック・プロサイクリング・チーム |                                  |
| メルハウィ・クドゥスゲブレメドヒン           | エリトリア       | 1994年1月23日（31歳）  |                                                      |                                  |
| ラクラン・モートン                           | オーストラリア   | 1992年1月2日（33歳）   | ジェリーベリーp/bマキシス                            |                                  |
| エイドリアン・ニヨンシュチ                   | ルワンダ         | 1987年1月2日（38歳）   |                                                      | 未定                             |
| ベン・オコナー                               | オーストラリア   | 1995年11月25日（29歳） | アヴァンティ・アイソウェイスポーツ                   |                                  |
| セルジュ・パウエルス                         | ベルギー         | 1983年11月21日（41歳） |                                                      |                                  |
| ユーセフ・レグイグイ                         | アルジェリア     | 1990年1月9日（35歳）   |                                                      | ソバック・ナチュラフォーエバー   |
| マーク・レンショー                           | オーストラリア   | 1982年10月22日（42歳） |                                                      |                                  |
| クリスティアン・ズバラーリ                   | イタリア         | 1990年5月8日（34歳）   |                                                      | イスラエルサイクリングアカデミー |
| ダニエル・テクレハイマノ                     | エリトリア       | 1988年11月10日（36歳） |                                                      | コフィディス                     |
| ジェイ・トムソン                             | 南アフリカ共和国 | 1986年4月12日（38歳）  |                                                      |                                  |
| スコット・スウェイツ                         | イギリス         | 1990年2月12日（35歳）  | ボーラ・アルゴン18                                   |                                  |
| ヨハン・ファンジル                           | 南アフリカ共和国 | 1991年2月2日（34歳）   |                                                      |                                  |
| ヤコブス・フェンター                         | 南アフリカ共和国 | 1987年2月13日（38歳）  |                                                      |                                  |

| 2016年陣容                               | 2016年陣容       | 2016年陣容     | 2016年陣容                       | 2016年陣容             |
| 選手名                                   | 国籍             | 生年月日       | 前年所属                         | 翌年所属               |
| ---------------------------------------- | ---------------- | -------------- | -------------------------------- | ---------------------- |
| イゴール・アントン                       | スペイン         | 1983年3月2日   | モビスター・チーム               |                        |
| ナトナエル・ベルハネ                     | エリトリア       | 1991年5月1日   |                                  |                        |
| エドヴァルド・ボアッソンハーゲン         | ノルウェー       | 1987年5月17日  |                                  |                        |
| テオ・ボス                               | オランダ         | 1983年8月22日  |                                  | トラック競技へ         |
| マット・ブラマイアー                     | アイルランド     | 1985年6月7日   |                                  | アクア・ブルースポーツ |
| マーク・カヴェンディッシュ               | イギリス         | 1985年5月21日  | エティックス・クイックステップ   |                        |
| スティーブ・カミングス                   | イギリス         | 1981年3月19日  |                                  |                        |
| メクセブ・ドゥビシー                     | エリトリア       | 1991年6月16日  | バイク・エイド                   |                        |
| ニコラス・ドゥーガル                     | 南アフリカ共和国 | 1992年11月21日 |                                  |                        |
| ベルンハルト・アイゼル                   | オーストリア     | 1981年2月17日  | チームスカイ                     |                        |
| タイラー・ファラー                       | アメリカ合衆国   | 1984年6月2日   |                                  |                        |
| オマール・フライレ                       | スペイン         | 1990年7月17日  | カハルラル・セグロス RGA         |                        |
| ネイサン・ハース                         | オーストラリア   | 1989年3月12日  | チーム・キャノンデール・ガーミン |                        |
| レイナールト・イャンスファンレンスブルフ | 南アフリカ共和国 | 1989年2月3日   |                                  |                        |
| ジャック・イャンスファンレンスブルフ     | 南アフリカ共和国 | 1987年9月6日   |                                  |                        |
| ソンゲゾ・ジム                           | 南アフリカ共和国 | 1990年9月19日  |                                  | 未定                   |
| メルハウィ・クドゥス・ゲブレメドヒン     | エリトリア       | 1994年1月23日  |                                  |                        |
| ユーセフ・レグイグイ                     | アルジェリア     | 1990年1月9日   |                                  |                        |
| マーク・レンショー                       | オーストラリア   | 1982年10月22日 | エティックス・クイックステップ   |                        |
| エイドリアン・ニヨンシュチ               | ルワンダ         | 1987年1月2日   |                                  |                        |
| セルジュ・パウエルス                     | ベルギー         | 1983年11月21日 |                                  |                        |
| クリスティアン・スバラーリ               | イタリア         | 1990年5月8日   |                                  |                        |
| コンスタンティン・シウトソウ             | ベラルーシ       | 1982年8月9日   | チームスカイ                     | バーレーン・メリダ     |
| ダニエル・テクレハイマノ                 | エリトリア       | 1988年11月10日 |                                  |                        |
| ジェイ・トムソン                         | 南アフリカ共和国 | 1986年4月12日  |                                  |                        |
| ヨハン・ファンジル                       | 南アフリカ共和国 | 1991年2月2日   |                                  |                        |
| ヤコブス・フェンター                     | 南アフリカ共和国 | 1987年2月13日  |                                  |                        |